# Moritzschacht

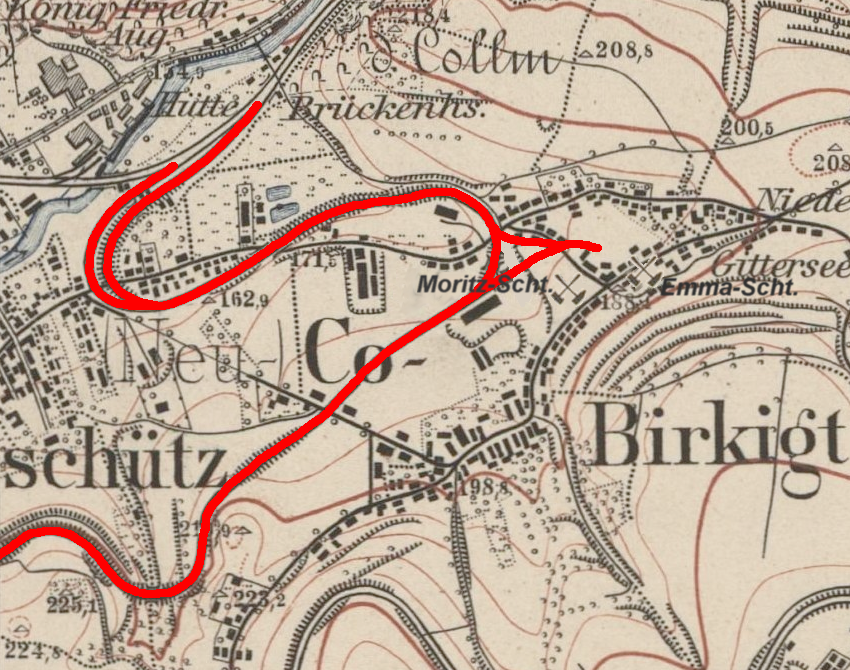
Karte der Schachtanlagen (Äquidistantenkarte, 1904)

Der Moritzschacht war eine Steinkohlengrube des Gitterseer Steinkohlenbauvereins. Der Schacht lag im nördlichen Teil der Steinkohlenlagerstätte des Döhlener Beckens auf Gitterseer Flur.

## Geschichte
Der Gitterseer Steinkohlenbauverein begann 1836 mit dem Teufen des Schachtes.
Zur Förderung wurde eine 1837 von der Firma M. H. Göbel aus Zauckerode gelieferte Dampfmaschine eingesetzt. 1838 lieferte das Gräflich Einsiedel'sches Eisenwerk zu Lauchhammer eine Dampfmaschine zur Wasserhaltung.

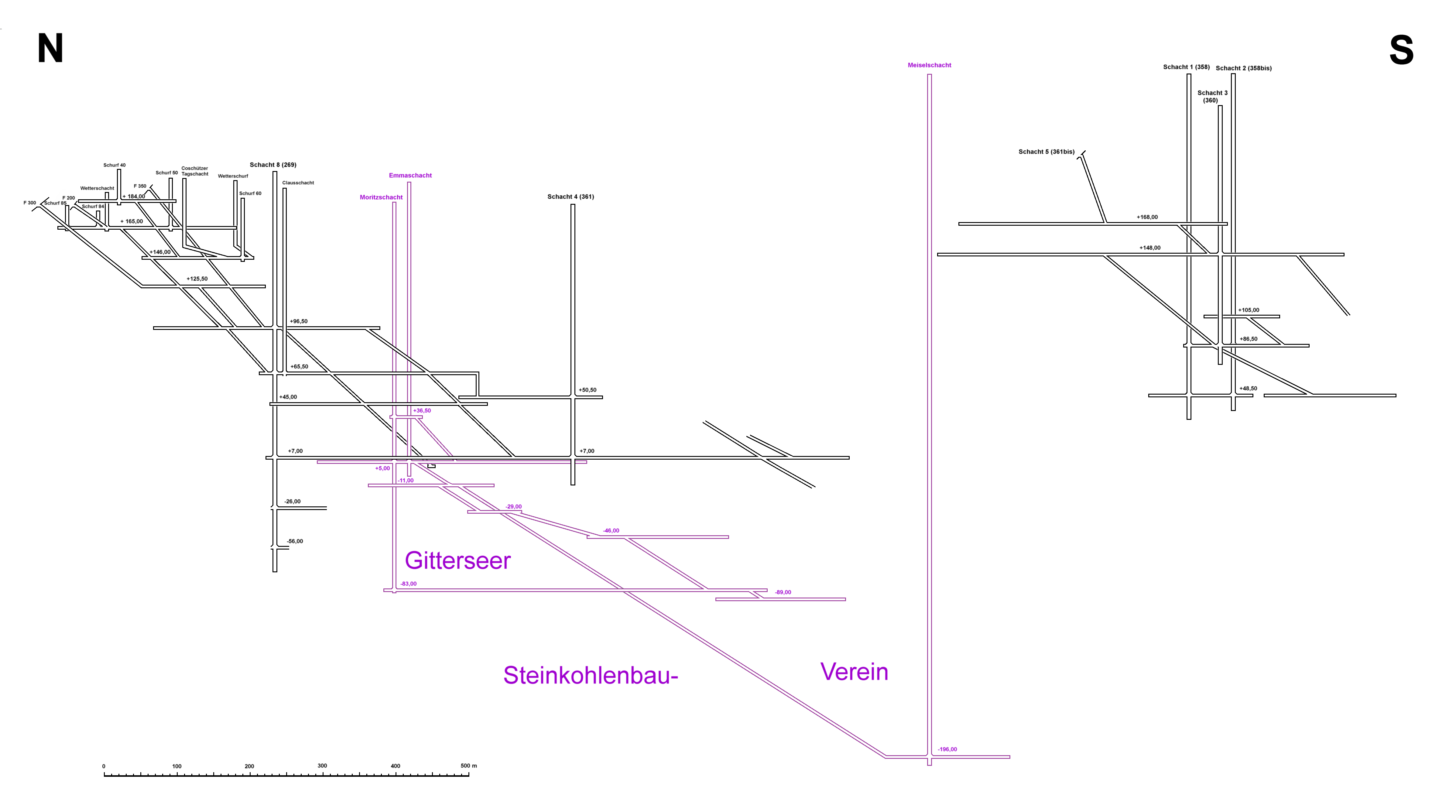
Grubenriß mit dem Moritzschacht

Der bei 184,40 m NN angesetzte Schacht erreichte eine Teufe von 268,30 Metern. Bei einer Teufe von 14,80 Metern kam der Gitterseestolln ein. Ab 145,25 Meter wurde das 1. Flöz mit einer Mächtigkeit von 2,70 Metern durchteuft. Das bei 149,60 Metern durchteufte 2. Flöz bestand aus einer 0,35 Meter mächtigen Lage kohligem Schiefertons und das bei 152,00 Meter durchteufte 3. Flöz aus Brandschiefer und kohligem Schieferton mit einer Mächtigkeit von 0,70 Metern. Mit dem Erreichen des 1. Flözes wurde die I. Sohle angeschlagen. Um die am Schacht mit 15° nach Südosten einfallenden Flöze auszurichten, wurde bei einer Teufe von 179,00 Metern die II. Sohle und bei einer Teufe von 267,00 Metern die III. Sohle aufgefahren. Die II. Sohle ist mit der I. Sohle des benachbarten Emmaschachtes identisch. Auf dieser Sohle wurde das 1. Flöz in Richtung Südost in einer Entfernung von 110 Metern vom Schacht und in der III. Sohle in einer Entfernung von 270 Metern vom Schacht mit einer Mächtigkeit von 3,50 Metern und einem Einfallen von 25° angetroffen. Der in der III. Sohle nach Norden aufgefahrene Querschlag erreichte nach 10 Metern das aus Monzonit bestehende Grundgebirge.
In südwestlicher Richtung endeten die Abbaue am 1. Sprung des Roten Ochsen, der Hauptverwerfung im Döhlener Becken. Bauwürdige Flözteile im Bereich der hier ca. 400 Meter breiten Verwerfung wurden ab 1955 vom VEB Steinkohlenwerk Freital abgebaut. Am Südwestrand der Verwerfung lag das Baufeld des Potschappler Aktienvereins. Die Flöze liegen hier ca. 230 Meter höher.
Im Norden des Schachtes lag das Baufeld des Steinkohlenwerkes Coschütz. Hier wurden gegen Betriebsende Restflächen abgebaut.
Der Schacht war über mehrere Strecken mit dem Meiselschacht verbunden. Von diesem Schacht aus wurden die unter der III. Sohle des Moritzschachtes liegenden Flözteile abgebaut.
Im Jahr 1856 erhielt der Schacht als erste Förderanlage im Revier Anschluss an die neugebaute Hänichener Kohlenzweigbahn. Am 1. April 1857 erfolgte die Betriebsaufnahme.
Nach dem am 21. Juli 1859 eröffneten Konkursverfahrens  über den Gitterseer Steinkohlenbauverein, wurden bis Ende Dezember 1859 Restflächen abgebaut. Im letzten halben Jahr wurden 93.000 Scheffel Kohle mit einem Verkaufspreis von 5,25 Groschen je Scheffel gefördert. Die Kosten beliefen sich auf 5,65 Groschen je geförderten Scheffel Kohle.
Nach der Einstellung des Betriebes wurde der Schacht verfüllt und im Juli 1861 der Bahndamm der Anschlussbahn abgetragen. Bestehen blieb das bergwärtige Anschlussgleis. Es diente der Versorgung der weiter in Betrieb befindlichen Kokerei am Moritzschacht. Bis Mai 1869 wurden hier die vom Hermannschacht gelieferten Kohlen verkokt. Mit der Betriebseinstellung des Hermannschachtes wurde auch die Kokerei geschlossen.
1992 wurde der Schacht durch die Bergsicherung Dresden bis zum Gitterseestolln aufgewältigt und hier mit einer Betonplombe verwahrt.
Da eine Langzeitsicherheit mit dieser Verwahrung nicht gegeben war, wurde der Moritzschacht sowie der Gitterseestolln zwischen 2019 und 2021 aufgewältigt. Die alte Betonplombe des Schachtes wurde gesprengt und der Schacht mit einer neuen Betonplombe verwahrt und danach verfüllt. Ausführendes Unternehmen war die Bergsicherung Freital GmbH.